# Ceratoconcha domingensis
Ceratoconcha domingensis är en kräftdjursart som först beskrevs av Des Moulins 1866.  Ceratoconcha domingensis ingår i släktet Ceratoconcha och familjen Pyrgomatidae. Inga underarter finns listade i Catalogue of Life.